# Future Days
Future Days – piąty album niemieckiej grupy krautrockowej Can, wydany w sierpniu 1973 roku. To ostatnia płyta zespołu na której występuje japoński wokalista Damo Suzuki, którego rola została zredukowana do minimum na korzyść keyboardów i perkusji Jaki Liebezeita. Na nagraniu znajduje się pierwszy ambientowy eksperyment grupy, 20-minutowy „Bel Air”, który zajmuje całą drugą stronę oryginalnego wydania, choć nie zabrakło miejsca dla 3-minutowego popowego singla „Moonshake”. Album otrzymał entuzjastyczne recenzje i znalazł się na 56. miejscu rankingu najlepszych płyt lat 70. według Pitchfork Media.

## Lista utworów

### Strona A
| 1. | "Future Days" | 9:30  |
|    |               |       |
| 2. | "Spray"       | 8:29  |
|    |               |       |
| 3. | "Moonshake"   | 3:04  |
|    |               |       |
|    |               | 21:03 |
|    |               |       |

### Strona B
| 1. | "Bel Air" | 20:00 |
|    |           |       |
|    |           | 20:00 |
|    |           |       |

## Twórcy
- Holger Czukay – gitara basowa, kontrabas
- Michael Karoli – gitara, skrzypce
- Jaki Liebezeit – perkusja, bębny
- Irmin Schmidt – keyboardy, syntezatory
- Damo Suzuki – perkusja, wokal